# Cruz Manantial
Cruz Manantial är en ort i Mexiko.   Den ligger i kommunen Chontla och delstaten Veracruz, i den sydöstra delen av landet, 240 km nordost om huvudstaden Mexico City. Cruz Manantial ligger 108 meter över havet och antalet invånare är 600.
Terrängen runt Cruz Manantial är platt åt nordväst, men åt sydost är den kuperad. Runt Cruz Manantial är det ganska tätbefolkat, med 67 invånare per kvadratkilometer. Närmaste större samhälle är Ixcatepec, 10,3 km söder om Cruz Manantial. Trakten runt Cruz Manantial består till största delen av jordbruksmark.